# Борзова Ірина Наумівна
Ірина Наумівна Баруля, у шлюбі Борзова (нар. 28 серпня 1982, Вінниця) — українська політична діячка, підприємиця та благодійниця. Народний депутат України IX скликання. Член Комітету Верховної Ради з питань молоді і спорту, голова підкомітету з питань державної молодіжної політики. Член наглядової ради ВДПУ.

## Життєпис
Народилася 28 серпня 1982 року у Вінниці. У 2005 році закінчила Вінницький національний аграрний університет за спеціальністю «менеджер-економіст».
Голова, засновниця Благодійного фонду Ірини Борзової.
Має бізнес з постачання готових страв, надання майна в оренду, організації різних заходів і розваг, володіє мережею кафе та є співвласницею готелю в Судаку. У 2018 році Борзова задекларувала 2,1 мільйона гривень. Є головою й засновницею благодійного фонду та громадської організації «Всеукраїнське об'єднання Розвиток».
Разом із батьком Наумом Барулею Ірина Борзова володіє ТОВ «Профіль-Н», зареєстрованим у кримському Судаку. Компанія займається діяльністю ресторанів. У 2014 році, після окупації Криму Росією, свій бізнес, за даними податкової служби РФ, переоформила відповідно до російського законодавства.
На місцевих виборах 2015 року Ірина Борзова балотувалась до Вінницької міської ради від партії Володимира Гройсмана «Вінницька Європейська стратегія». Є головою Вінницької міської організації політичної партії «Український дім».
У 2019 році Борзова була обрана народним депутатом України на одномандатному виборчому окрузі № 14 (м. Жмеринка, Барський, Жмеринський, Літинський, Тиврівський райони) від партії «Слуга народу». Під час висування у своєму окрузі вручала подарунки дітям через Благодійний фонд Ірини Борзової, журналісти такий піар-хід називають «гречкосійством». На час виборів: фізична особа-підприємець, власниця мережі кафе «Смачний Їжак», безпартійна. Проживає в м. Вінниці.
Член партії «Слуга народу», з 2020 — голова Вінницької обласної організації.

## Приватне життя
Чоловік — колишній голова Вінницької облдержадміністрації Сергій Борзов.